# Ferkane
Ferkane (em árabe: فركان) é uma comuna localizada na província de Tébessa, Argélia. Sua população estimada em 2008 era de 5 370 habitantes.